# Wabcz (osada leśna)
Wabcz – osada leśna w Polsce, położona w województwie kujawsko-pomorskim, w powiecie chełmińskim, w gminie Stolno. W latach 1939 - 1942 nazwą wsi było Wabcz, lecz po przeprowadzonej zamianie nazw miejscowości w Okręgu Rzeszy Gdańsk-Prusy Zachodnie, w latach 1942 - 1945 nazywała się Wabsch. Pod okupacją niemiecką miejscowość ta posiadała statu leśnictwo.
W latach 1939–1945 położona była w okręgu Rzeszy Gdańsk-Prusy Zachodnie, w rejencji bydgoskiej (Regierungsbezirk Bromberg), w powiecie Chełmno (Kreis Kulm).
W latach 1975–1998 miejscowość administracyjnie należała do województwa toruńskiego.